# Henri Vasselon
Pour les articles homonymes, voir Vasselon.
Henri Vasselon, né le 1er avril 1854 à Craponne-sur-Arzon (Haute-Loire) et mort le 7 mars 1896  à Osaka (Japon) est un prélat français, évêque d'Osaka.

## Biographie
Le père d'Henri Vasselon exerce la profession de boisselier et sa mère, Isabelle Clavel, est la petite-fille de Jean-Baptiste Clavel, guillotiné au Puy-en-Velay le 17 juin 1794, en même temps que sa sœur Catherine et que son frère l'abbé Antoine Clavel. Henri fait ses études au petit séminaire de la Chartreuse, à Brives-Charensac, puis il entre au Séminaire des missions étrangères le 23 septembre 1873. 
Il est ordonné prêtre le 22 avril 1877 par Bernard Petitjean. Il part aussitôt,  le 17 mai, pour le Japon méridional. Fin 1879, il devient professeur de français dans une école d’Okayama, où il reste jusqu’en 1885, année où il est affecté à Osaka. En 1888, il est nommé provicaire par Félix Midon. Ce dernier le charge d’administrer le poste de Kyoto et d'achever la construction de l’église[Laquelle ?]. 
En 1891, il fonde la revue La Voie , publiée tout d'abord à Kyoto avant de devenir, en 1946, la revue du diocèse d'Osaka. La revue cesse de paraître en 2013.
Après la mort de Félix Midon le 12 avril 1893, Henri Vasselon est nommé pour lui succéder à Osaka. Il est consacré le 30 novembre de la même année par Pierre-Marie Osouf avec comme co-consécrateurs Jules-Alphonse Cousin (ru) et Alexandre Berlioz (ru). Il n'exerce que durant peu de temps : il meurt d'apoplexie, à 41 ans, le 7 mars 1896. 
Une rue de la commune de Craponne-sur-Arzon porte son nom.